# ケフィン・ゲルツ
ケフィン・ゲルツ（Kevin Görtz 、1989年11月28日 - ）は、オランダ・エメン出身のプロサッカー選手。トゥヴェーデ・ディヴィジ・HHCハルデンベルフ所属。ポジションは、ディフェンダー（ライトバック）。